# Pociąg towarowy

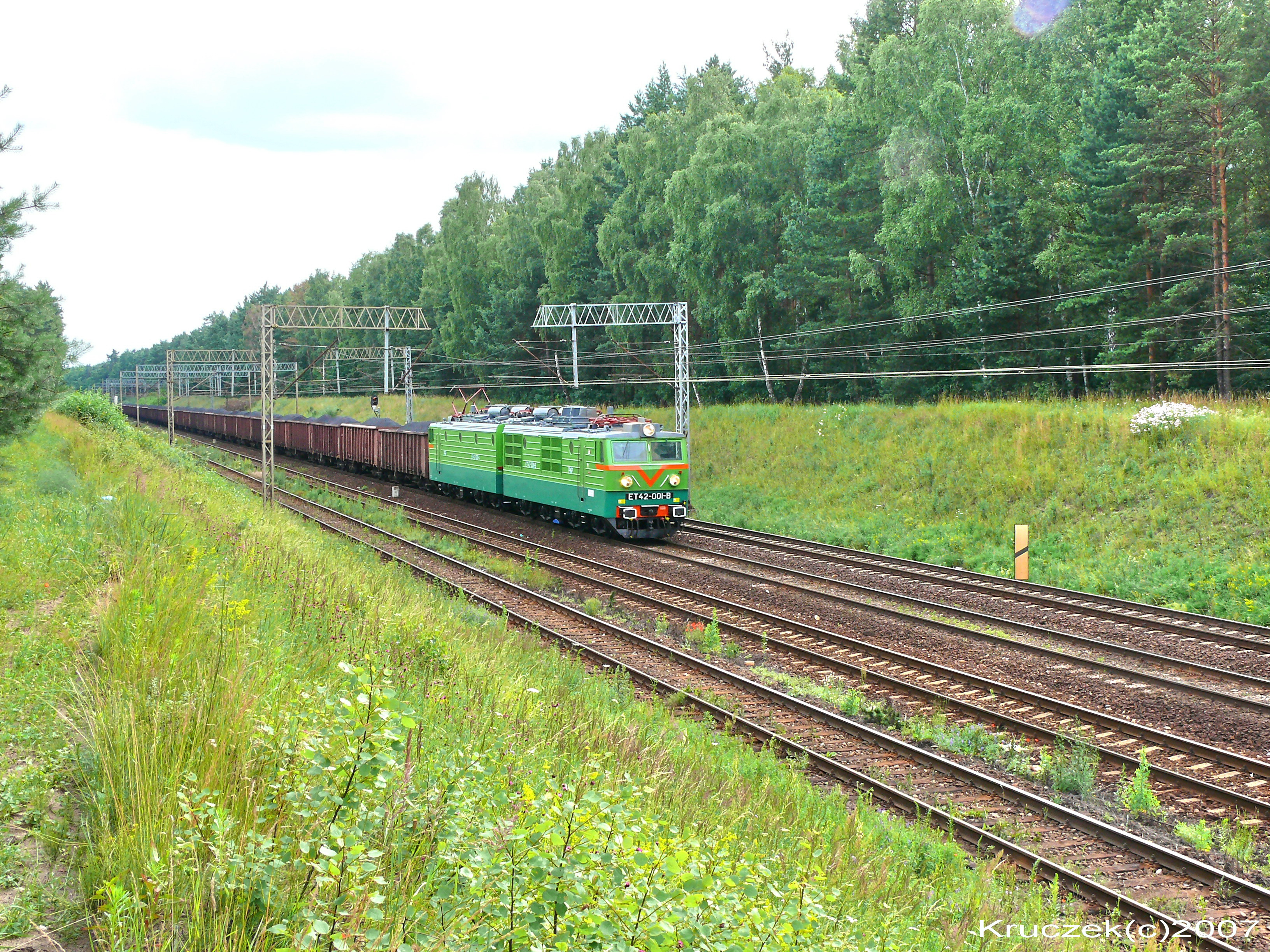
Pociąg towarowy bezpośredni – z ładunkiem miału węglowego

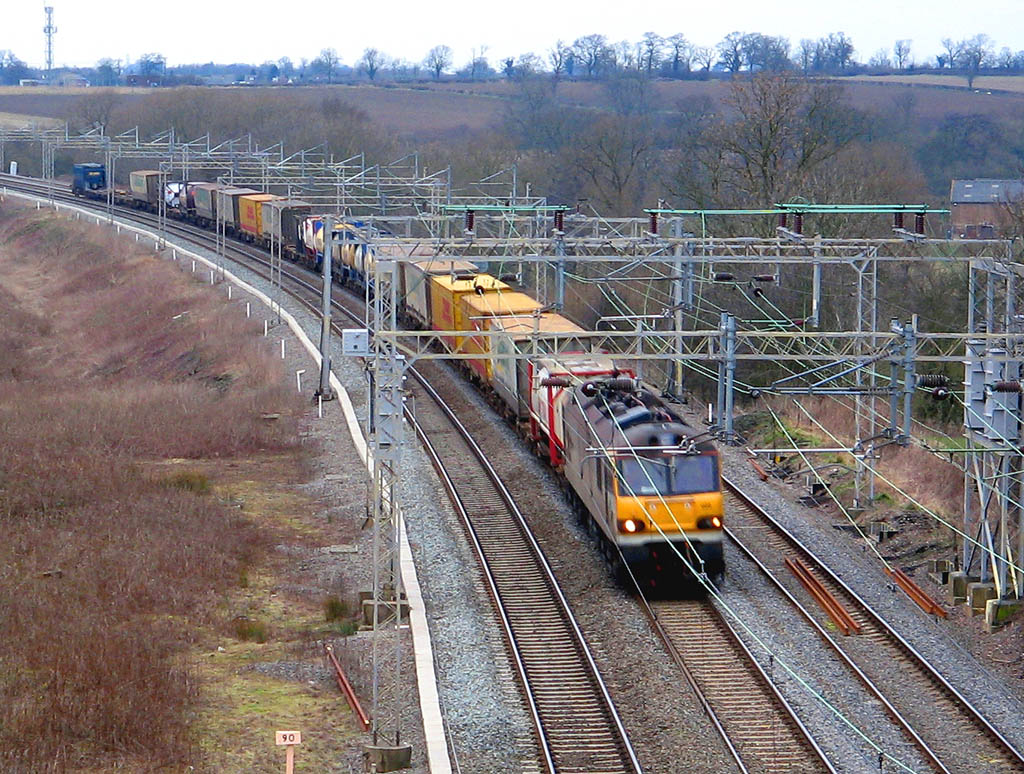
Pociąg intermodalny (kontenerowy)

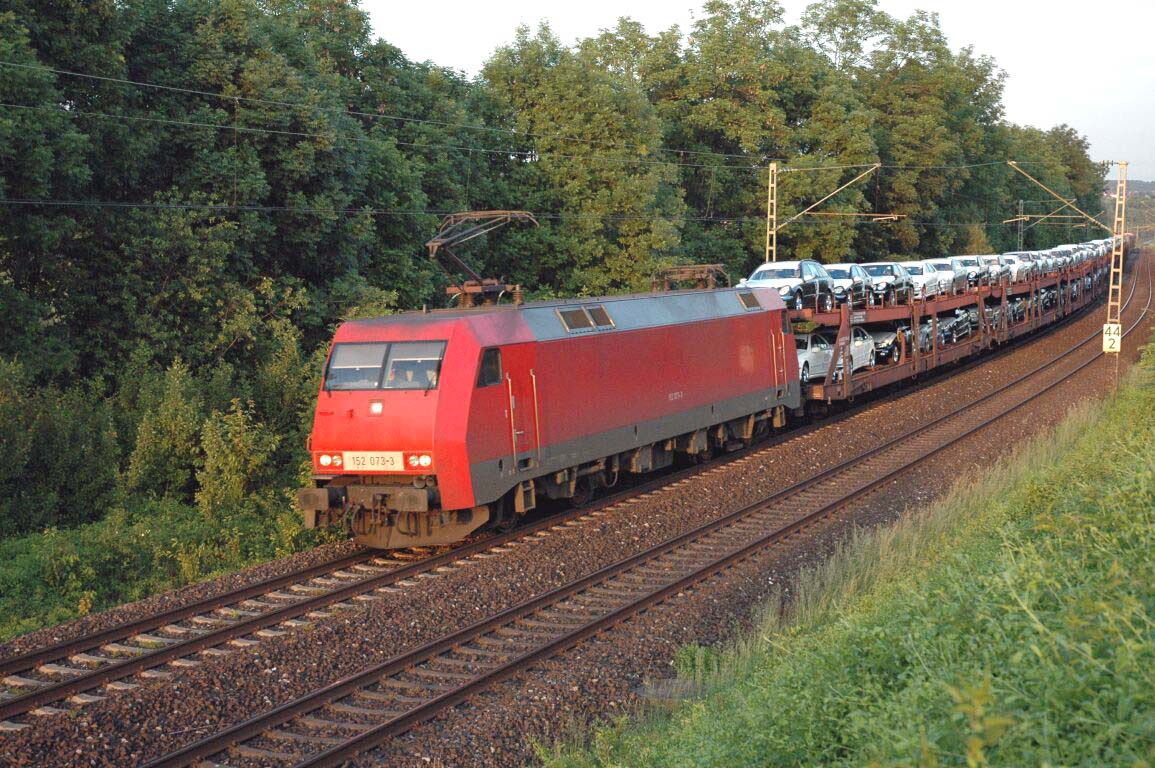
Niemiecki pociąg towarowy na linii Frankenbahn z ładunkiem samochodów osobowych

Pociąg towarowy – zespół wagonów towarowych sprzęgniętych z co najmniej jedną czynną lokomotywą, odpowiednio osygnalizowany i wyposażony w wymagane dokumenty, obsługiwany przez drużynę pociągową, oznaczony numerem i posiadający rozkład jazdy i przygotowany do drogi bądź znajdujący się w drodze.
Pociąg towarowy przeznaczony jest do przewozu ładunków (rzeczy), w szczególności w ilościach masowych. Zestawiony jest z wagonów towarowych odpowiednich do rodzaju ładunku, jakie są przeznaczone i przygotowane do przewozu. Mogą być to wagony towarowe zarówno przeznaczone do przewozu jednego rodzaju towaru, jak i różnorodne. Zasadniczo do pociągów towarowych nie włącza się innego rodzaju wagonów niż wagony towarowe ani innych pojazdów kolejowych, ale na zasadach określonych przepisami jest to dozwolone.

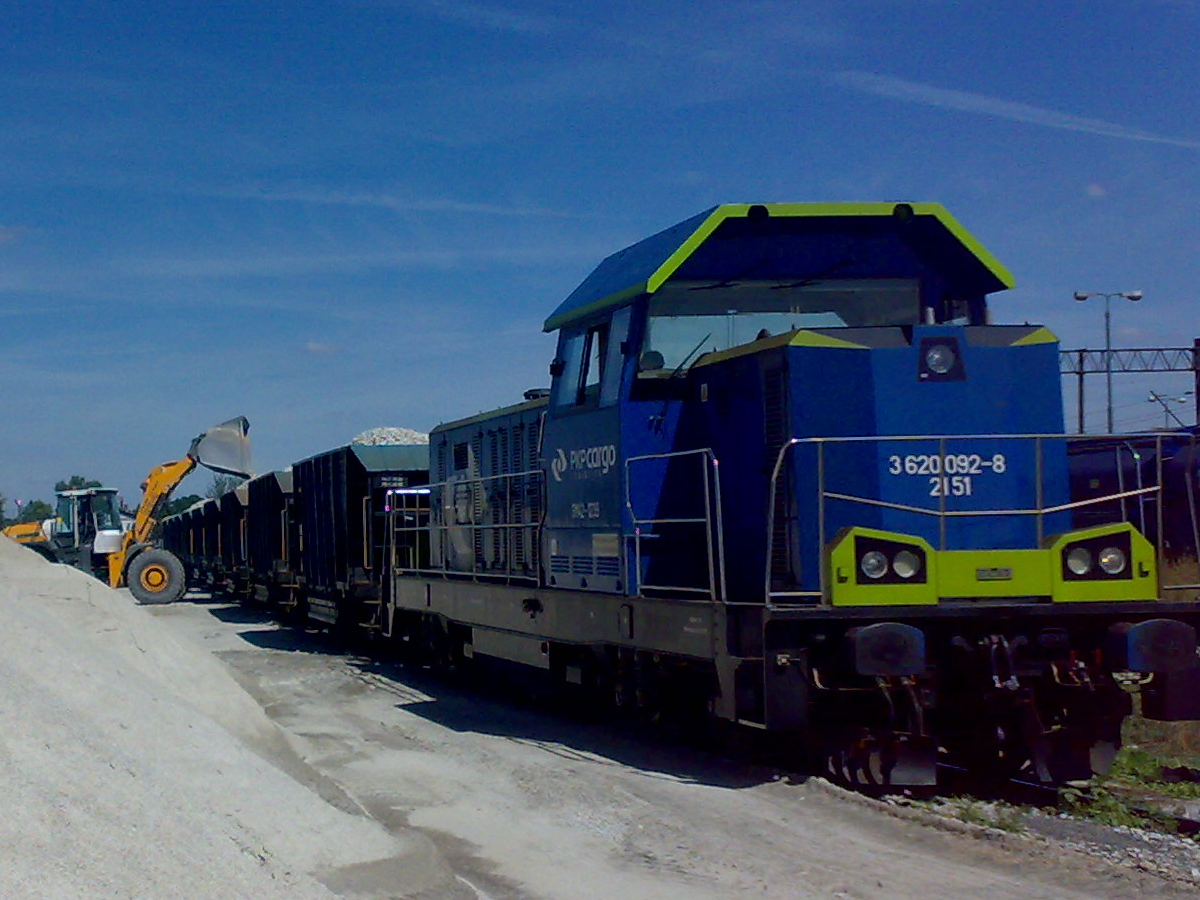
Załadowywanie towaru do pociągu

Dopuszczalna liczba wagonów włączonych do pociągu towarowego, a co za tym idzie – jego długość, wynika z warunków technicznych linii, jaką będzie realizowany przejazd danego pociągu towarowego i nie powinna być większa od najkrótszego toru.

## Typy pociągów towarowych
- Pociągi towarowe bezpośrednie – składają się z tego samego rodzaju wagonów towarowych i przeznaczone są do przewozu jednorodnego rodzaju ładunku w masowych ilościach. Zasadniczo są to pociągi towarowe wahadłowe, których istota przewozu polega na przemieszczaniu się zwartego składu wagonów towarowych z ładunkiem w jednym kierunku i wagonów próżnych w drodze powrotnej. Pomiędzy przewozem ładunków następują – w punktach zwrotnych – operacje załadunku i rozładunku.
- Pociągi towarowe grupowe – zestawione mogą być z tego samego rodzaju wagonów towarowych albo różnych rodzajów wagonów towarowych, ale zgrupowanych według miejsc przeznaczenia, do jakiego dana grupa wagonów będzie kierowana. Może być  od dwóch do kilku grup wagonowych w pociągu towarowym. Ten typ pociągu towarowego umożliwia obsługę kilku punktów docelowych ładunku, szczególnie wtedy, gdy część trasy przewozu poszczególnych grup wagonów – od punktu nadania do punktu przeznaczenia – pokrywa się. W trakcie przewozu, w optymalnym do tego celu punkcie, pociąg towarowy grupowy jest dzielony, a grupy wagonowe kierowane są do poszczególnych punktów docelowych jako nowo sformowane pociągi towarowe.
- Pociąg towarowy intermodalny – zestawiony z wagonów towarowych przeznaczonych do przewozów jednostek ładunkowych (takich jak kontenery, naczepy samochodowe lub całe samochody ciężarowe).
- Pociągi zdawcze i zbiorowe – przeznaczone są do obsługi punktów ładunkowych przynależnych do rejonu obsługi danej stacji rozrządowej. Ich przeznaczeniem jest dostarczanie do tych punktów wagonów (ładownych i zamówionych próżnych pod załadunek) oraz zabieranie wagonów (po rozładunku albo załadowanych). Wagony po dostarczeniu na stację rozrządową są formowane w nowe pociągi i kierowane w dalszą drogę.
- Pociągi odcinkowe – przeznaczone są do obsługi przewozów pomiędzy stacjami rozrządowymi. Wśród tego typu pociągów wyróżnić można pociągi towarowe dalekobieżne, których trasa przejazdu przebiega tranzytem przez co najmniej jedną stację rozrządową.